# Klimo Könyvtár
A Klimó Könyvtárat Pécsett alapította Klimo György pécsi püspök 1774-ben. Törzsgyűjteménye a 18. század második felében keletkezett. Ez volt Magyarország első nyilvános könyvtára.

## Története
Klimo Györgyöt (1710–1777) 41 éves korában, 1751-ben választották pécsi püspöknek. A felvilágosult, tudós főpap, Baranya és Tolna vármegyék főispánja, korának neves könyvgyűjtője volt, a róla elnevezett könyvtárat 1774-ben alapította és tette nyilvánossá „mindenki közhasznára”, Magyarországon elsőként.  
Az alapító tervei szerint újjá akarta szervezni a 14. század utolsó harmadában Pécsett működő egyetemet (a város régi fényét visszahozandó), s könyvgyűjteményét is ennek jegyében gyarapította. A gyűjtőkör is ezt tükrözi – a 18. századig létrejött összes önálló tudományág alapvető kötetei megtalálhatóak benne: teológia, orvostudomány, jogtudomány, a történelem és segédtudományai, természettudományok, nyelvészet, irodalomtudomány. Az egyetemalapításra ugyan Mária Teréziától nem kapott engedélyt, ennek ellenére 15 ezer kötetes gyűjteményt bocsátott a tanulni vágyók rendelkezésére. Eme gesztusnak köszönhetően jött létre Magyarország első, ráadásképp ingyenes közkönyvtára.
A "nyilvánosítás tényét" latin nyelvű márványtábla őrzi. Szövege magyarul  (Szőnyi Ottó fordításában): 
„Ezen épületet alapjától kezdve
Klimo György pécsi püspök emelte,
a tudományosság sok eszközével felszerelte
először egyházmegyéje papságának,
majd a közhasználatnak szentelte.
Megnyitotta az Úr 1774. évében.”
Szintén 1774-ből való a könyvtár első szabályzata, a márványtáblára vésett szöveg magyarul (Fényes Miklós fordításában):  
„A könyvtár küszöbét titkon át ne lépd. A polcokhoz ne nyúlj. Kérd a könyvet, amelyet olvasni óhajtasz. Használd azt, de őrizd meg tisztán, ne rongáld hasogatással, szurkálással, sem jeleket bele ne rójj. Könyvjelzőt belehelyezned és bármit kijegyezned szabad. Másolván a könyvre ne könyökölj, papirost se tégy reá és jó messze, jobb felől tartsd a tintát meg a porzót. Ostoba, üres fecsegő maradj távol. Csendben légy, hangos olvasással másokat ne zavarj. Elmenvén a könyvet csukd be. A kicsit add vissza a felügyelőnek, a nagyot reá bízva hagyd az asztalon. Fizetned semmit sem kell. Gazdagabban távozz, térj vissza gyakrabban!” 
A helybeni használaton túl részlegesen otthoni kölcsönzésre is mód nyílott. A kor szokásainak megfelelően a könyvtár a köteteken túl ásványgyűjteménnyel, ill. numizmatikai anyaggal is rendelkezett. 
A kortárs költő, Faludi Ferenc jezsuita szerzetes latin nyelvű epigrammában (Klimo György könyvtárára) üdvözölte a pécsi püspök kezdeményét. Záró sorai (Jankovits László fordításában):  
Új könyvtár virul itt, tele rendbe szedett tudománnyal.
S fontos, hogy mindent nyitva találsz odabent.
Ég áldjon, püspök, te tudós tudománygyarapító!
Bízvást várjuk már azt is, amit magad írsz.

### Olvasóinak köre
Az első évtizedek látogatóiról tudható, hogy "világi papok, kapucinusok, filozófusok, rétorok és poéták képviselték a tudományosság magasabb szintjét. Rajtuk kívül a főként civilekből álló, Klimo által szervezett filozófiai tanfolyam résztvevői forgatták előszeretettel a püspök könyveit, de ugyanígy a helyi gimnáziumok retorikai és poétikai osztályainak növendékei. A püspök a papság számára kötelezővé tette a könyvtár naponkénti látogatását, és elrendelte a történelem órák megtartását az olvasóteremben, amelyen ha tehette, személyesen részt is vett."

### Elhelyezése
A gyűjtemény elsőképp a püspöki palota dél-nyugati szárnyában kapott helyet. 1832-ben került át végleges helyére a mai Szepesy utca 3. szám alá. A klasszicista stílusú épületet Piacsek József tervei alapján Szepesy Ignác (1780–1838) püspök, a könyvtár másodalapítója építtette fel, aki mintegy 4000 kötettel gyarapította az állományt. Az ő kezdeményezése nyomán, a Reformkorban került sor a gyűjtemény első feltárására: 3-3 betűrendes és tematikus kötetben összegezték a könyvtár kéziratos katalógusát.
A gyűjteményt rokokó oromdíszítésű állványokon, barokk stílusban kialakított külön könyvtártermekben helyezték el, a könyvek kötése és mérete szerint rendszerezve. Az Aranyterembe kerültek a bőrkötéses, arany díszítőelemekkel ellátott gerincű kötetek; a középső terembe – a díszterembe – a Szepesy püspök által gyűjtött 4000 könyv, végül pedig a Hártyaterembe a pergamenbe kötött munkákat válogatták ki. A gyűjtemény a 19. század folyamán kiegészült a Székeskáptalan hagyatékaival, amelyek a hátsó kis szobában nyerték el végleges helyüket.

## Állománya
Az alapító halála után a gyarapítás változó intenzitással folytatódott, a 19. század közepétől meglassult. Az I. világháborút követő zavaros idők elmúltával 1923-ban a gyűjtemény a Pécsre menekülő pozsonyi Királyi Erzsébet Tudományegyetem kezelésébe került, Zichy Gyula megyéspüspök felajánlása nyomán. Így az alapító álma mintegy másfél évszázaddal később mégiscsak beteljesült: gyűjteménye egyetemi könyvtárrá lett. Az 1925-ös Haszonkölcsön-szerződés alapján a Klimo-könyvtár a mindenkori megyéspüspök tulajdona maradt, a pécsi egyetem pedig használati jogot kapott. 
Napjainkban állománya mintegy 35 ezer könyvtári egységre rúg, státusza szerint a Pécsi Tudományegyetem Központi Könyvtárának muzeális különgyűjteménye. Ritkaságai közé középkori kézírásos kódexek, oklevelek, tucatnyi 15. századi ősnyomtatvány, több száz 16. századi antikva sorolható. Az 1851 előtt kiadott kötetek száma mintegy 17 ezer. A könyvek nagyobb hányada latin nyelvű, de találhatóak németül és magyarul íródott munkák, valamint kisebb számban egyéb európai nyelvek kiadványai.  

### Katalógusa
- A Pécsi Egyetemi Könyvtárban őrzött Klimo-könyvtár katalógusa; összeáll. Móró Mária Anna; Tarsoly, Bp., 2001
  - 1. A könyvek szerzői betűrendes katalógusa
- közvetlen elektronikus katalógus Archiválva 2021. október 8-i dátummal a Wayback Machine-ben
- elektronikus katalógus (választható opciókkal)